# Бондар Петро Сильвестрович

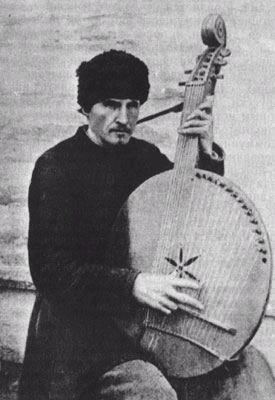
Бандурист Терентій Пархоменко з бандурою роботи П. Бондаря

Бондар Петро Сильвестрович (1887—1970-ті) — кобзар, майстер бандур, родом з Чернігівщини. Бондар зробив бандури для Музичної школи Лисенка в Києві, а також бандуру для Чернігівського кобзаря Т. Пархоменка. Він також зробив кілька торбанів.